# Acantholycosa baltoroi
Acantholycosa baltoroi är en spindelart som först beskrevs av Lodovico di Caporiacco 1935.  Acantholycosa baltoroi ingår i släktet Acantholycosa och familjen vargspindlar. Inga underarter finns listade i Catalogue of Life.